# Батомга
Батомга́ (рос. Батомга) — сільський населений пункт без офіційного статусу у складі Аяно-Майського району Хабаровського краю, Росія. Знаходиться на міжселенній території.

## Населення
Населення — 4 особи (2010; 3 у 2002).
Національний склад (станом на 2002 рік):
- росіяни — 100 %